# Flower (BACK-ONの曲)
「flower」（フラワー）は、BACK-ONの3枚目のシングル。2007年9月19日にcutting edgeから発売された。

## 概要
4枚目のシングル「Butterfly」と同日発売。
本作も、アニメ『アイシールド21』のテーマソング（エンディングテーマ）に起用された。1枚目のシングル「Chain」から、3作連続アニメタイアップが続いた。
本作のCDにはCD EXTRAが収録されており、「flower」「BLAZE LINE」「a day dreaming...」のPVが収録されている。
BAReeeeeeeeeeNのシングル「足跡」発売時に本作「flower」を買うと、バリーン君バルーンが限定特典でついた。

## 収録曲
いずれの楽曲も、作詞:TEEDA & KENJI03、作曲:BACK-ON、 JINプロデュースとなっている。
1. flower [3:49]
BACK-ON初のバラードシングル曲。テレビ東京系アニメ『アイシールド21』エンディングテーマ。
有線チャートで最高位5位を記録している。
『とくダネ!』でBAReeeeeeeeeeNの中のBACK-ONの特集が放送された際、小倉智昭が『「flower」はBACK-ONの中で一番良い曲』と絶賛した。
MVのラストシーンで彼女役の女性が、二人の写真を触り涙を流して終わる事から、彼氏役のKENJI03が亡くなった設定だったと、ニコニコ動画生放送「 BACK-ONのメンバーと一緒に無観客ライブの映像を見よう 」にてKENJI03が制作秘話として語られた。
倖田來未が、6thアルバム『TRICK』収録曲「JUST THE WAY YOU ARE」のメロディーの一部がサンプリングされている[要出典]。また、2018年に開催された自身のファンクラブ限定ツアー「Koda Kumi Fanclub Tour 〜AND〜」内のZepp Tokyo公演においてカバーされた（公式な音源化はなされていない）。
2. ZERO [3:08]
3. Colors [3:01]
テレビ東京系『Tokyoマヨカラ!』テーマソング。

## 収録アルバム
1. flower
  - 『YES!!!』

アルバムバージョンで収録されている。
  - 『BACK-ONアニゲーソングコレクションアルバム』
  - 『AWESOME BEST』
2. ZERO
  - アルバム未収録。
3. Colors
  - アルバム未収録。